# Unionsmarke
Die Unionsmarke, bis 23. März 2016 Gemeinschaftsmarke, ist ein Rechtsinstitut des gewerblichen Rechtsschutzes auf der Ebene des europäischen Sekundärrechtes. Sie dient wie die nationale Marke dazu, Waren und Dienstleistungen eines Unternehmens von anderen zu unterscheiden. Mit Eintragung einer Unionsmarke erlangt der Rechtsinhaber eine Rechtsposition innerhalb des gesamten Binnenmarktes der Europäischen Union.
Vor Einführung der damaligen Gemeinschaftsmarke durch die Verordnung (EG) Nr. 40/94 war eine so umfassende Position nur durch Eintragung der Marke bei mehreren Markenämtern möglich oder über die Erstreckung einer nationalen Marke mit Hilfe des Madrider Abkommens über die internationale Registrierung von Marken (MMA). Die ursprüngliche Verordnung (EG) Nr. 40/94 wurde zunächst im Jahr 2009 durch die Verordnung (EG) Nr. 207/2009 aufgehoben und ersetzt und durch die Verordnung (EU) 2015/2424 u. a. hinsichtlich der Bezeichnung (seitdem Unionsmarke) geändert. Im Jahr 2017 wurde das Recht der Unionsmarke novelliert und wird seitdem durch die Verordnung (EU) Nr. 2017/1001 geregelt.
Die Unionsmarke bietet den Vorteil eines einheitlichen Schutzes in allen Ländern der Europäischen Union. Erforderlich hierfür ist nur ein einziges Eintragungsverfahren beim Amt der Europäischen Union für Geistiges Eigentum (EUIPO).
Gegenüber den beiden anderen Möglichkeiten des Markenschutzes ist die Unionsmarke gleichzeitig Alternative und Ergänzung. Jeder der drei Möglichkeiten entspricht eine spezifische Schutzwirkung, die an besondere Erfordernisse der Wirtschaft anknüpft. Eine einzelne nationale Marke bietet einen auf einem Markt eines einzigen Landes limitierten Schutz, die Unionsmarke bietet Schutz auf dem Binnenmarkt, und bei der internationalen (IR) Marke kann der Schutz auf beliebig viele Länder des Madrider Verbundes erstreckt werden.
Die drei genannten Marken schließen sich nicht aus, sondern können auch kombiniert werden. Mit dem Beitritt der Europäischen Gemeinschaft zum Madrider Markenprotokoll wurde eine Verknüpfung des Unionsmarkensystems zum Madrider System geschaffen.
Eine Unionsmarke erwirbt man durch Eintragung in das Register für Unionsmarken. Sie kann nur für das gesamte Gebiet der EU eingetragen, übertragen oder für nichtig erklärt werden. Dies ist einer der wesentlichen Unterschiede zur IR Marke, die auf beliebig viele Verbandsländer des MMA erstreckt werden kann. Die Schutzdauer beträgt zehn Jahre; sie kann unbegrenzt verlängert werden. Eine Unionsmarke muss seit dem 23. März 2016 unmittelbar beim EUIPO angemeldet werden. Die Kosten einer Eintragung als Unionsmarke betrugen Stand 23. März 2016 850 Euro bei elektronischer Anmeldung.
Während die Zahlen der Unionsmarkenanmeldungen zwischen 2018 (152.488 Anmeldungen) und 2021 (197.898 Anmeldungen) konstant stiegen, konnte im Jahr 2022 mit 174.152 Anmeldungen ein Rückgang von über 20.000 Anmeldungen verzeichnet werden.